# Amy Bell

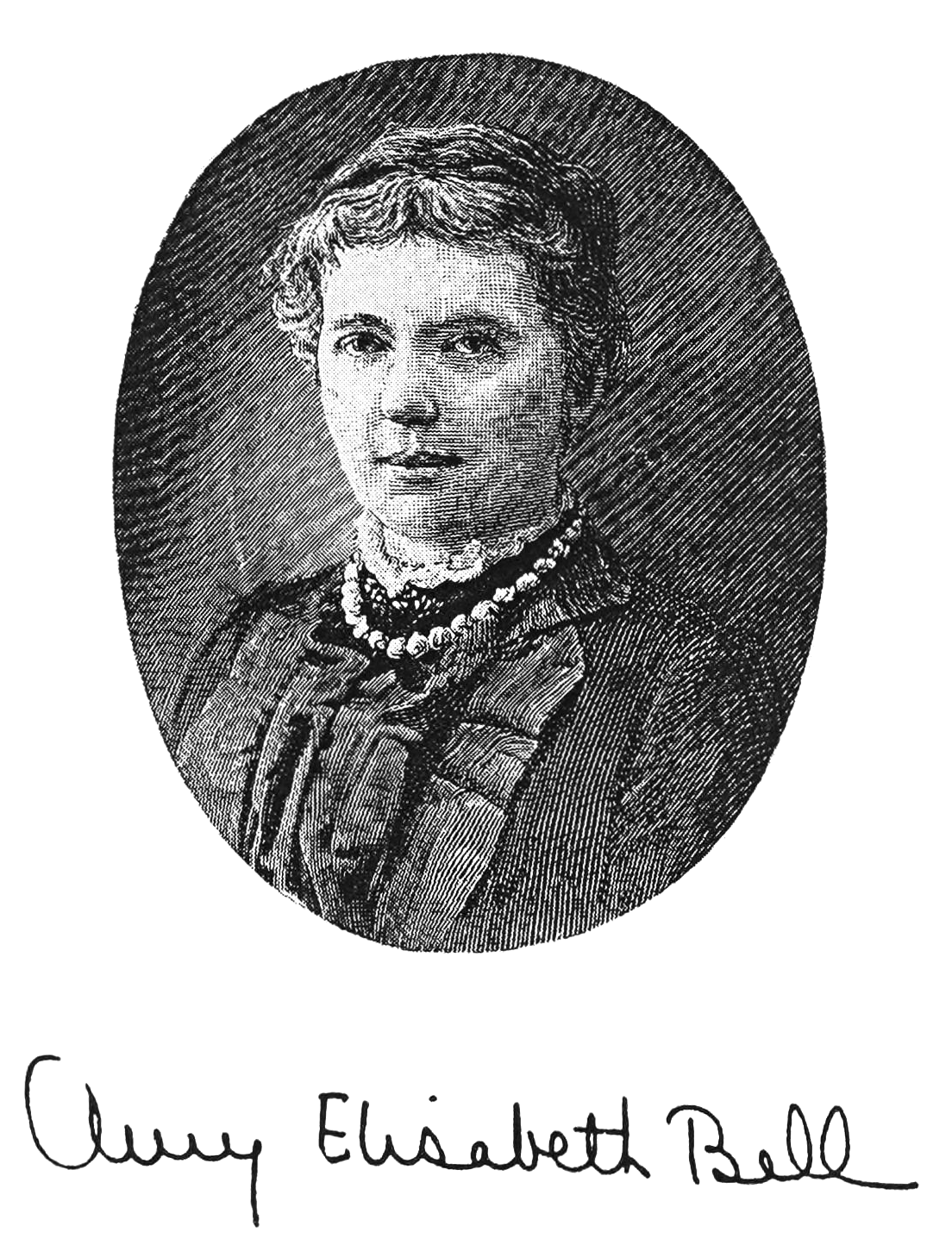
Retrato de Bell, del libro de Margaret Bateson Mujeres profesionales sobre sus profesiones: conversaciones (1895)

Amy Elisabeth Bell (13 de febrero de 1859 - 11 de marzo de 1920) fue una corredora de bolsa británica. Es probable que haya sido la primera mujer corredora de bolsa del Reino Unido, fundando su propia firma de corretaje en Londres en 1886.

## Biografía
Bell nació en Bangkok, Siam (ahora Tailandia) en febrero de 1859, hija de Charles y Charlotte Bell. Charles Bell había sido vicecónsul de la misión comercial británica en Siam desde 1857, y llegó con Charlotte a Bangkok dos años después de que los británicos presionaran al rey de Siam para que firmara el Tratado Bowring, que abría el país al comercio exterior. Bell quedó huérfana cuando solo tenía seis meses, pues tanto Charles como Charlotte murieron con una semana de diferencia en septiembre de 1859 por causas desconocidas (probable enfermedad). Bell quedó al cuidado del hermano de Charlotte, John Goodeve, en Inglaterra, que era estudiante de medicina en el Queen's College de Cambridge. Este puso a Bell al cuidado de su tío sin hijos, Henry Goodeve, y su esposa Isabel (de soltera Barlow). Goodeve se había dedicado a la filantropía después de jubilarse como médico militar y, entre sus muchos roles en la sociedad civil de Bristol, fue presidente de la junta directiva de un hogar para niños huérfanos. Si bien Bell está registrada como la "hija" de Goodeve en el censo de 1861, no está claro si esto reflejaba una adopción formal; en cambio, Bell figuraba como "sobrina nieta" en el censo de 1871, y los registros del censo también muestran que los Goodeve acogieron a varios otros niños de los lados de la familia Barlow y Goodeve.
Vivió una infancia cómoda en Cook's Folly, propiedad grande y prestigiosa de la familia con vistas a Avon Gorge, cerca de Bristol, que el propio Dr. Goodeve había diseñado. Sus padres adoptivos alentaron su desarrollo intelectual, y contrataron a una institutriz suiza como tutora de idiomas. Bell sintió fascinación por las finanzas desde una edad temprana, creyendo que su "mayor hobby era estudiar las cotizaciones del mercado monetario". Posteriormente, recordaría un incidente en el que un anciano se molestó por el interés de ella en las páginas de stock de su copia de The Times diciéndole: "vete, niña, estoy ocupado con mis lecciones y debes ir a tuya." Ella respondió: "Lo que es su lección, es mi juego".
Cuando la Universidad de Bristol admitió a sus primeras alumnas en 1876, Bell, con los 17 años, fue una de las primeras tres mujeres (junto con Marian Pease y Emily Pakeman) en conseguir una beca. Más tarde ganó una beca Goldsmiths para estudiar en Newnham College, Cambridge. Sin embargo, debido a episodios recurrentes de mala salud (que persistirían durante toda su vida, hasta su muerte), no pudo completar sus estudios completos ni en Bristol ni en Newnham. El censo de 1881 la registra viviendo en su casa en Cook's Folly, con 22 años, soltera y desempleada.
Bell nunca se casó ni tuvo hijos.

En la noche del censo de 1911, se registró que Bell se hospedaba en el Hotel Ivanhoe en Bloomsbury con su "acompañante", Emily Whitford, y con su ocupación enumerada como "recursos propios", lo que indica que probablemente tenía una situación financiera saneada durante su jubilación. Cuando Bell murió en marzo de 1920 de insuficiencia cardíaca causada por la influenza, se hospedaba en 3 Alexandra Road, Hampstead, la casa de la hermana de Elizabeth Ashurt Biggs, Maude. Bell tuvo un brillante obituario en el periódico feminista The Woman's Leader :
“En ella, las trabajadoras por la causa de la mujer han perdido a una de sus pioneras. Su cargo fue durante muchos años único, ya que fue la primera mujer corredora de bolsa, aunque, claro, como castigo por su sexo, la Bolsa de Valores la excluyó de su membresía.. .. Abrió una oficina por cuenta propia en la ciudad donde, por su perfecta franqueza, su genuino interés por los asuntos del mundo y su atractiva personalidad, ganó la simpatía de los hombres de su clase y posición.. .. Era también una mujer de considerable gusto literario, gran lectora de poesía y sumamente aficionada a los viajes. Su mente, en resumen, estaba intensamente viva.”

## Carrera profesional
Cuando Henry Goodeve murió en 1884, Bell era albacea de su patrimonio. Usó su herencia como capital para establecer su propio negocio de corretaje de bolsa en Bristol, y en 1886 se mudó a Londres. La edición de ese año de The Englishwoman's Review señaló que Bell, "a quien mencionamos en una ocasión anterior que tenía la intención de establecerse en Londres en una profesión hasta ahora no probada para una mujer corredora de bolsa, tiene una oficina en 1, Russell Chambers, Bury Street, Bloomsbury ".
En ese momento, los corredores en Londres debían ser miembros de la Bolsa de Valores de Londres (LSE), mientras que la Asociación de Corredores de Valores y Acciones Provinciales (APSSB) supervisaba colectivamente la membresía de muchas otras bolsas más pequeñas en los pueblos y ciudades industriales de Gran Bretaña. Sin embargo, si bien ninguno de los organismos tenía reglas explícitas que prohibieran a las mujeres unirse en el momento en que Bell comenzó su carrera, los nuevos miembros debían ser aceptados mediante voto de los miembros existentes y, dado que los miembros existentes eran todos hombres, aquellas mujeres que intentaron ser corredoras de bolsa fueron bloqueadas continuamente. La primera mujer miembro de la APSSB, Doris Mortimer, solo fue admitida en 1923, mientras que la LSE no comenzó a admitir mujeres hasta 1973. Para solucionar este problema, Bell trabajó como lo que se conoce como "corredora externa", estableciendo relaciones de trabajo con miembros masculinos de la LSE que podían realizar transacciones en su nombre.
Es plausible que otras mujeres británicas a finales del siglo XIX también participaran en actividades de corretaje de bolsa como Bell, pero, debido a que se les negó la acreditación oficial, los registros de sus actividades serán necesariamente escasos. Se sabe que las mujeres podían ser corredoras de bolsa profesionales en otros países antes de Bell, incluso sin acreditación, como las hermanas Victoria Woodhull y Tennessee Claflin, que fundaron juntas una firma en la ciudad de Nueva York en 1870. Sin embargo, la razón por la que se afirma que Bell fue la "primera" mujer corredora de bolsa en el Reino Unido viene dada por el hecho de que la correduría de bolsa era su profesión principal, no un pasatiempo o un interés a tiempo parcial, incluso en la medida en que incluso fundó y administró su propia empresa. También es percibida como la "primera" o "única" corredora de bolsa británica en varios informes contemporáneos antes del siglo XX. Cuando Doris Mortimer se convirtió en la primera mujer en ser admitida como miembro de la APSSA en 1923, The Woman's Leader citó a Bell como el primer ejemplo conocido de una mujer que trabajaba como corredora de bolsa profesional en el Reino Unido: "Tras sus pasos, algunas otras las mujeres han seguido esa carrera, pero su exclusión de las filas de los corredores de bolsa reconocidos les ha impedido obtener la remuneración que les correspondía". De manera similar, cuando Oonah Keogh se convirtió en la primera mujer corredora de bolsa irlandesa y se unió a la Bolsa de Valores de Dublín en 1925, el artículo de primera plana de The Vote informaba que las mujeres ya habían sido admitidas como miembros en las bolsas de valores de Ámsterdam, Berlín y la ciudad de Nueva York, y que, "muchos años antes de la guerra, Londres tuvo su corredora de bolsa pionera en la persona de la señorita Bell, y hoy, tres mujeres, la señorita Mortimer, la señorita Amy Hargreaves, de Nuneaton, y la señorita Meynell, de Londres, son las únicas representantes de su sexo en el mundo de las acciones y acciones". (Esta lista no puede tomarse como un registro exhaustivo de todas las mujeres que trabajaban como corredoras de bolsa en el Reino Unido en ese momento; al menos, no incluye a Gordon Holmes.)

Los clientes de Bell eran en su mayoría mujeres, a menudo con pequeñas sumas para invertir, factores que las hacían poco atractivas como clientes para firmas establecidas. Nunca publicitaba, confiaba en el boca a boca para conseguir nuevos clientes, y su única empleada era una secretaria. La periodista y sufragista de The Queen Margaret Bateson entrevistó a Bell alrededor de 1893, y publicó el artículo como parte de una serie de perfiles para su libro Professional Women Upon Their Professions: Conversations (1895). Bateson describe a Bell como corredora de bolsa durante "siete años... y durante la mayor parte de ese tiempo fue la única corredora de bolsa de este país", lo que implica que Bell ya no era la única mujer en su profesión en ese momento. Bell explicó detalladamente su perspectiva profesional a Bateson:
“Quiero”, dice ella, “hacer que las mujeres entiendan sus asuntos de dinero y disfruten tratando con ello. Después de todo, ¿es el dinero una consideración tan sórdida? ¿No puede marcar la diferencia para una mujer trabajadora cuando llega a la mediana edad si tiene o no esos pocos cientos? En general, encuentro que las mujeres son clientas encantadoras, sensatas, puntuales y corteses; pero, por supuesto, hay excepciones; algunas son a la vez cautelosas e imprudentes.. .. Muchas mujeres se sorprenden bastante cuando les explico los detalles del asunto y preguntan: '¿Pero eso es realmente todo?' Verás, a muchas mujeres no se les permite tener el control de su capital. Pero en esto, como en otros aspectos, me regocija ver que las mujeres son cada día más independientes”.
A mediados de la década de 1890, escribió al menos dos artículos que ofrecían asesoramiento financiero a mujeres para la revista de empleo feminista Work and Leisure. En 1899 seguía trabajando, con oficinas en el n.º 5 de Gray's Inn Square. Sin embargo, su mala salud la obligó a jubilarse anticipadamente en algún momento alrededor de 1910, cuando traspasó su empresa a otra mujer, GI Brooke. El esposo de Brooke resultó gravemente herido en la batalla de Colenso durante la segunda guerra bóer, dejándolo confinado en su casa y dependiente de los ingresos de su esposa. La propia Brooke fue acreditada erróneamente como la "única" mujer corredora de bolsa en el Reino Unido en 1912 por The Sketch (una afirmación que se corrigió en una edición posterior).

## Legado
Después de su jubilación, se convirtió en parte de la escena social del activismo a favor del sufragio femenino de Londres y, a menudo, se quedaba en las casas de amigas activistas entre períodos de viaje. Gordon Holmes, a la que también se describía como la "primera" o "única" mujer corredora de bolsa en el Reino Unido durante su vida tanto por sus pares como por los medios de comunicación, comenzó su carrera en Londres casi al mismo tiempo que Bell se jubiló, y ambas mujeres eran partidarias de sufragio femenino, con círculos sociales que probablemente se superpusieron. Sin embargo, Holmes no menciona a Bell en su autobiografía, ni profesional ni políticamente, y se desconoce si alguna vez se conocieron o si sabían de la existencia de la otra.